# 河越館
河越館（かわごえかん／かわごえやかた）は、埼玉県川越市上戸（うわど）にあった日本の城。川越市の北西部、入間川左岸に位置し、約二町（218m）四方の占地規模を持つ館跡遺跡。国の史跡。

## 概要
坂東八平氏である秩父氏の嫡系にあたる一族河越氏の館である。河越館を興したのは初代能隆、あるいは父親の重隆とされる（川越市史など）。
河越氏は、平安時代末期に河越荘の開発領主として勢力を伸ばし、自領を後白河上皇に寄進し、その荘官となった。河越重頼のとき源頼朝に重用され、その娘（郷御前）が源義経の正妻となったが、義経没落の際に縁坐して重頼は誅殺された。
しかしその後も河越氏は武蔵国における在庁筆頭格として鎌倉幕府有力御家人の地位にあり、義経に連座して河越氏から剥奪されていた武蔵国留守所総検校職は重頼の三男・重員に再任され、河越館は河越氏の居館としてだけではなく、幕府の武蔵国政庁として機能した。室町時代に至るまで、栄華を誇った河越氏であったが、応安元年（1368年）武蔵平一揆以降没落し、一揆の大将河越直重も伊勢国に敗走して河越館に関する記録も歴史の表舞台から消えていった。
戦国時代初頭の長享の乱の際に関東管領上杉顕定が河越城を攻撃するために7年にわたってこの地に陣を構えた（上戸陣）。
また、『新編武蔵風土記稿』には「上戸に大道寺政繁の砦があった」と記されており、その砦は河越城築城後も出城として機能していたと推測され、豊臣秀吉の小田原征伐の際の天正18年（1590年）に川越城落城とともに廃城となったと考えられる。
なお、館跡の一部は現在は時宗（じしゅう）の寺常楽寺になっているが、これは河越館の持仏堂に始まるといわれ、時宗の道場として栄えた。

## 構造

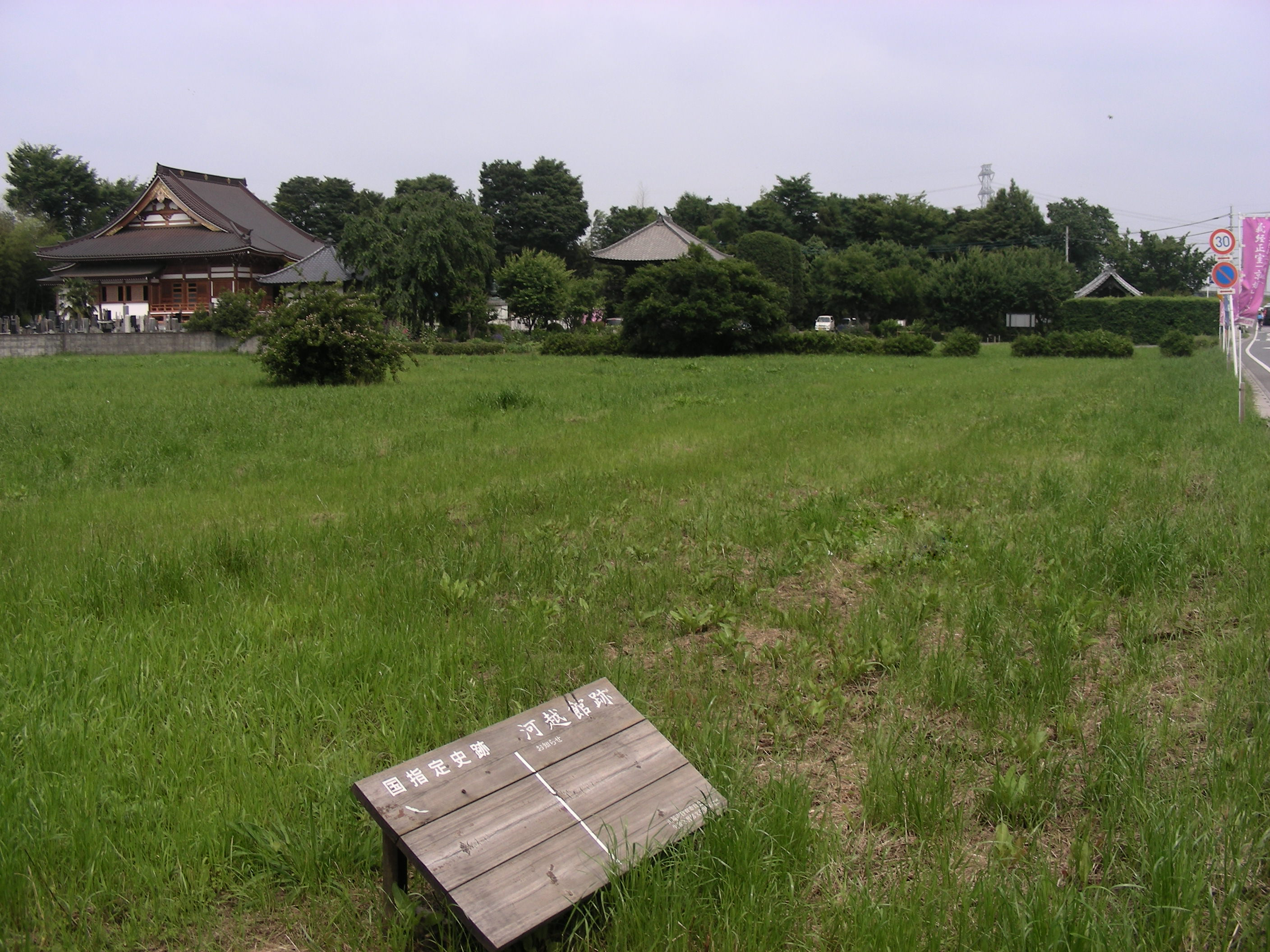
河越館跡（2008年撮影）

遺跡は、現在の川越市市街地の北西、入間川西岸に接する平地にあり、その南東部を占める常楽寺境内をはさんで、東西約150メートル、南北約200メートルの方形の区画（曲輪）を思わせる高さ1メートルないし3メートルの土塁およびその外側の堀が一部遺存しており、全体では東西約240メートル、南北約300メートルの規模を有する。土塁は一条、空堀は二重になっており、館跡北東の幅約11メートル、深さ3メートルの外堀はかつて入間川と繋がっていたと思われる。

## 発掘調査と史跡指定
川越市教育委員会による1971年（昭和46年）から1975年（昭和50年）にかけての発掘調査によって、平安時代末期から戦国時代にかけての堀や井戸、住居などの遺構が検出され、『新編武蔵風土記稿』が上戸村常楽寺の挿絵として描いた河越館跡のほぼ全容が解明されるに至った。
その結果、遺跡はとくに鎌倉時代から室町時代にかけての関東武士の中世城館の様相を考察する考古資料としてきわめて重要であるとして、1984年（昭和59年）12月6日、「河越館跡」（かわごえやかたあと）の名称で国の史跡に指定された。また、1989年（平成元年）、川越市が史跡管理団体に確定し、2009年（平成21年）には第1期整備地が「河越館跡史跡公園」としてオープンした。

## 交通アクセス
- 東武東上線霞ヶ関駅から徒歩15分[3]